# Metal Gear Solid: Peace Walker
Metal Gear Solid: Peace Walker (japanska: メタルギアソリッド ピースウォーカー Hepburn: Metaru Gia Soriddo Pīsu Wōkā?) är ett actionspel producerad av Konami och Kojima Productions och som gavs ut till Playstation Portable år 2010. En HD-version gavs ut till Playstation 3 och Xbox 360 år 2011/2012.
Spelet utspelar sig år 1974 i Costa Rica där spelaren tar rollen som huvudpersonen Big Boss (tidigare känd som Naked Snake i Snake Eater och Portable Ops, numera känd som Snake) som leder en legosoldatstrupp vid namn Militaires Sans Frontières (Soldater utan gränser).

## Röstskådespelare
- David Hayter - Snake
- Robin Atkin Downes - Kazuhira Miller
- Grey DeLisle - Amanda Valenciano Libre
- Antony Del Rio - Chico
- Tara Strong - Paz Ortega Andrade
- Christopher Randolph -  Huey
- Catherine Taber -  Cécile Cosima Caminades
- H. Richard Greene - Hot Coldman
- Steve Blum - Ramon Galvez Mena
- Vanessa Marshall - Dr Strangelove
- Suzetta Mine - EVA